# Хабаровский государственный университет экономики и права
Хаба́ровский госуда́рственный университет эконо́мики и пра́ва (ХГУЭП, полное официальное название: федеральное государственное бюджетное образовательное учреждение высшего образования «Хабаровский государственный университет экономики и права») — высшее учебное заведение экономико-правового профиля в Хабаровске, существовавшее в 1970-2023 годах.

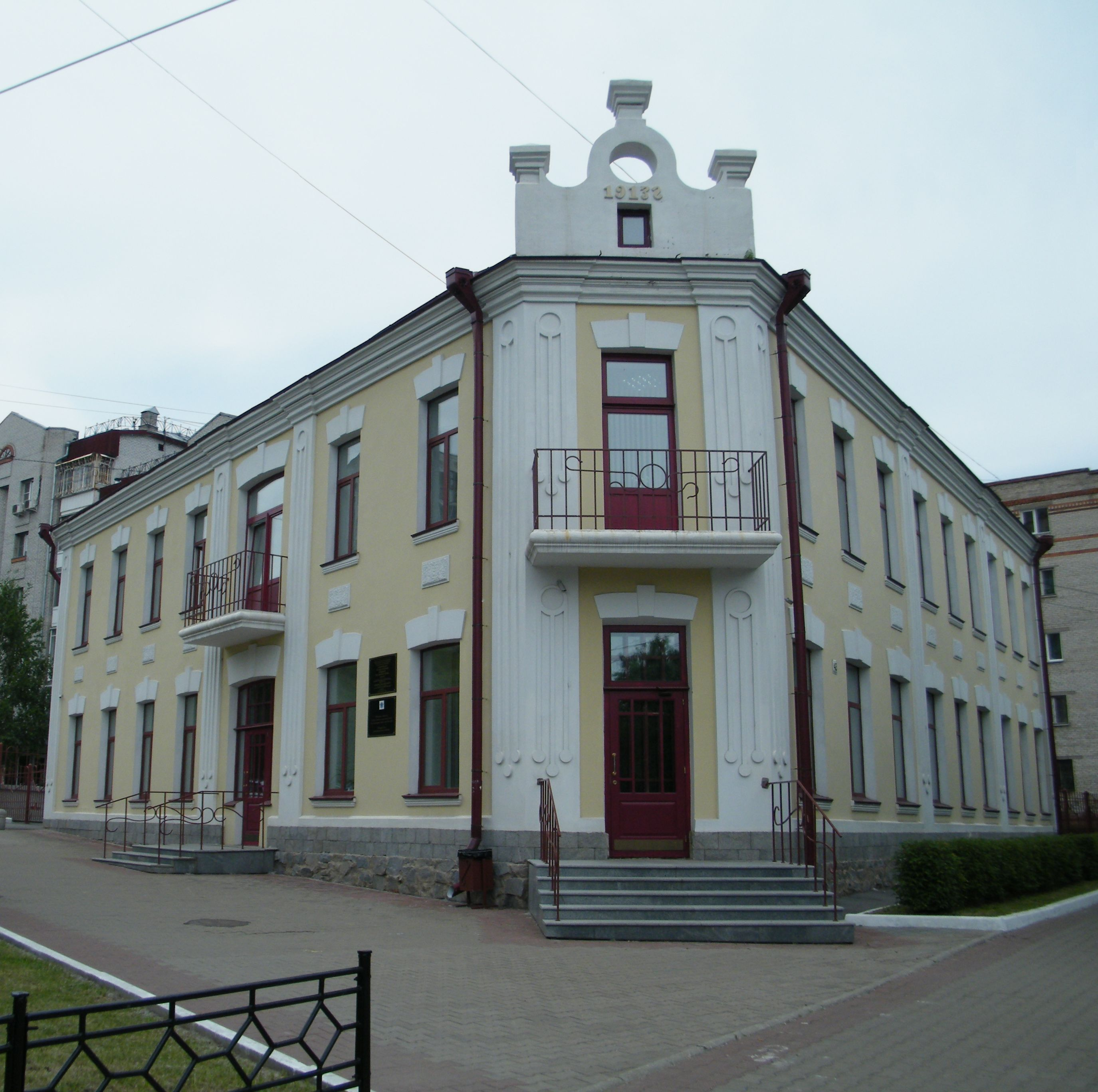
Хабаровский государственный университет экономики и права, учебный корпус на Амурском бульваре 45.

## История
Создан 30 июня 1970 года как Хабаровский институт народного хозяйства (ХИНХ).
29 апреля 1994 года ХИНХ преобразован в Хабаровскую государственную академию экономики и права (ХГАЭП) путём объединения Хабаровского института народного хозяйства, Хабаровского филиала Московской государственной юридической академии и Хабаровского филиала Московского коммерческого университета.
2 ноября 2015 года федеральное государственное бюджетное образовательное учреждение высшего образования «Хабаровская государственная академия экономики и права» переименовано в федеральное государственное бюджетное образовательное учреждение высшего образования «Хабаровский государственный университет экономики и права».
1 ноября 2023 года ВУЗ ликвидирован путем реорганизации с Тихоокеанским Государственным Университетом.
Реорганизация вызвала критику некоторых преподавателей университета, политических деятелей края.

## Факультеты
- Экономический факультет
- Факультет международных экономических отношений
- Факультет управления и технологий
- Юридический факультет

## Ректоры
- Перекальский Владимир Александрович — ректор-организатор с 1968 по 1969 г.
- Гайдачук Семён Иосифович — кандидат экономических наук, доцент, ректор с 1969 по 1974 г.
- Молотов Пётр Максимович — кандидат экономических наук, доцент, ректор с 1974 по 1981 г.
- Лысенко Владимир Александрович — кандидат экономических наук, доцент, ректор с 1981 по 1987 г.
- Коневских Пётр Михайлович — доктор экономических наук, профессор, ректор с 1987 по 1996 г.
- Лихобабин Владимир Алексеевич — кандидат философских наук, доцент, почётный работник высшего профессионального образования РФ, ректор с 1996 г. по 27.04.2011 г.
- Плесовских, Юрий Гертурович — кандидат юридических наук, доцент, почётный работник высшего профессионального образования РФ, ректор с 2012 г. по 2019 г.
- Зикунова, Ирина Валериевна — доктор экономических наук, профессор, врио ректора с 20 июня 2019 г. до 26 ноября 2019 г.
- Жебо, Анна Владимировна — кандидат технических наук, доцент, врио ректора университета с 26 октября 2019 г. по 26 октября 2020 г.
- Боев, Максим Юрьевич — кандидат исторических наук, доцент, врио ректора университета с 27 октября 2020 г. по 1 ноября 2023 г.

## Известные выпускники
- Нестеренко Татьяна Геннадьевна — выпускница факультета «Финансист» (1981 год), руководитель Федерального казначейства России.
- Елизаров Виктор Александрович — выпускник факультета «Юридический» (1979 год), председатель Федерального арбитражного суда Дальневосточного федерального округа, заслуженный юрист России.
- Кацуба Александр Станиславович — выпускник факультета «Финансист» (1981 год), заместитель председателя правительства Хабаровского края, министр финансов.
- Шляховой Андрей Захарович — выпускник факультета «Аудитор» (1982 год), президент и председатель правления ОАО «Дальневосточный коммерческий банк „Далькомбанк“» (с 2012 г. филиал МТС-Банка).
- Гудилин Александр Васильевич — выпускник факультета «Коммерческий» (1985 год), управляющий делами министерства пищевой промышленности, торговли, бытового обслуживания.
- Вдовенков Валерий Маркович — выпускник факультета «Юридический» (1971 год), председатель Хабаровского краевого суда, заслуженный юрист России.
- Кузьменко Денис Александрович — выпускник факультета «Юридический» (2003 год), председатель Избирательной комиссии Хабаровского края
- Юрченко Сергей Геннадьевич — выпускник факультета «Государственное и муниципальное управление» (2002 год), должность Управляющего Головным отделением по Хабаровскому краю Дальневосточного банка ОАО «Сбербанк России».
- Лев Соломонович Гринкруг (15 марта 1955, Комсомольск-на-Амуре — 9 июня 2014[1]) — советский и российский инженер, финансист; ректор Приамурского государственного университета имени Шолом-Алейхема (2006-2014гг).